# Трофимово (Воскресенский район)
Трофимово — деревня в городском округе Воскресенск Московской области. Население — 71 чел. (2010).

## География
Деревня Трофимово расположена в юго-западной части Воскресенского района, примерно в 1 км к северу от города Воскресенск. Высота над уровнем моря 108 м. Рядом с деревней протекает река Натынка. В деревне 1 улица - Дачная, приписано 12 СНТ. Ближайшие населённые пункты — деревня Чемодурово и город Воскресенск.
В примерно 500 метрах от деревни с 1999 года расположен остановочный пункт 84 км (Трофимово) Рязанского направления Московской железной дороги. 

## История
В 1926 году деревня входила в Чемодуровский сельсовет Спасской волости Бронницкого уезда Московской губернии.
С 1929 года — населённый пункт в составе Воскресенского района Коломенского округа Московской области, с 1930-го, в связи с упразднением округа, — в составе Воскресенского района Московской области.
До муниципальной реформы 2006 года Трофимово входило в состав Чемодуровского сельского округа Воскресенского района.
4 мая 2019 года Воскресенский муниципальный район был упразднён, а все входившие в него городские и сельские поселения объединены в новое единое муниципальное образование — городской округ Воскресенск.

## Население
В 1926 году в деревне проживало 200 человек (79 мужчин, 121 женщина), насчитывалось 44 крестьянских хозяйства. По переписи 2002 года — 31 человек (13 мужчин, 18 женщин).
| 1926 | 2002 | 2010 |
| ---- | ---- | ---- |
| 200  | ↘31  | ↗71  |